# Gaqo Bushaka
 (novembre 2015).
Si vous disposez d'ouvrages ou d'articles de référence ou si vous connaissez des sites web de qualité traitant du thème abordé ici, merci de compléter l'article en donnant les références utiles à sa vérifiabilité et en les liant à la section « Notes et références ».
Gaqo Bushaka, né en 1943 à Gjirokastra, est un écrivain albanais. 
Il est sans doute l’auteur le plus lu par le jeune public[réf. nécessaire]. La trilogie du petit cochon Tchoufo est considérée comme son œuvre majeure. Tchoufo et Boule de Poils, le premier volume de la trilogie fut publié pour la première fois en 1978, suivi par Tchoufo dans la maison des merveilles (1985), puis par Les Aventures de Tchoufo (1987). Depuis sa première publication, cette œuvre a été publiée à plusieurs reprises dans le territoire albanais. Cette œuvre a été traduite également en allemand et en grec.   

## Biographie
Gaqo Bushaka est né en 1943 dans la ville de Gjirokastra. Il a suivi des études en langue et littérature albanaise au sein de l’Université de Tirana. Sa carrière commence en tant que rédacteur, puis rédacteur en chef, de la revue pour enfants Fatosi à Tirana. Plus tard, il a travaillé pour la maison d'édition Nain Frasheri à Tirana, où il a été nommé au poste de directeur. Au cours de sa carrière d'écrivain, il a produit essentiellement des ouvrages de fiction pour enfants, des contes, nouvelles et romans, ainsi que des œuvres pour un public adulte. Son premier conte a été publié en 1963. Il vit dans la capitale albanaise, à Tirana. 

## Ouvrages
- Te stani në mal 1967
- Karroca gazmore 1969
- Një natë vjeshte 1972
- Në ishullin e dallandysheve 1973
- Ariu artist 1973
- Gladiatori dhe tigri 1975
- Arushi që kërkonte babanë 1975
- Guna e zezë 1976
- Tregime të zgjedhura për fëmijë 1976
- Çufoja dhe bubi kaçurrel 1978, 1979
- Përralla të zgjedhura 1979
- Dëshira e Anilës 1979
- Djaloshi nga Dyrrahu 1979
- Kalorësit me pishtarë 1980
- Ngjarje në Tiranë 1981
- Përralla për vogëlushë dhe gjyshër 1984
- Çufoja në shtëpinë e çudirave 1985
- Aventurat e Çufos 1987
- Le ta quajmë Artur 1989
- Përralla 1989
- Një djalë i çuditshëm 1990
- Udhëkryqet e një jete 1990
- Filmi i gjeneral Çufos 1994
- Amaneti i dhelprës 1997
- Njeriu pa kokë 1998
- Ariu artist 1998
- Fati ynë 2001